# Étréville
Étréville település Franciaországban, Eure megyében. Lakosainak száma 669 fő (2022. január 1.). Étréville Bourneville-Sainte-Croix, Brestot, Cauverville-en-Roumois, Éturqueraye, La Haye-Aubrée, Valletot és Vatteville-la-Rue községekkel határos.

## Népesség
A település népességének változása:
| Lakosok száma | 472  | 437  | 461  | 512  | 651  | 666  | 676  | 665  | 667  | 669  |
|               | 1968 | 1982 | 1990 | 2006 | 2013 | 2015 | 2017 | 2019 | 2020 | 2022 |